# Historia de Ucrania desde 2013

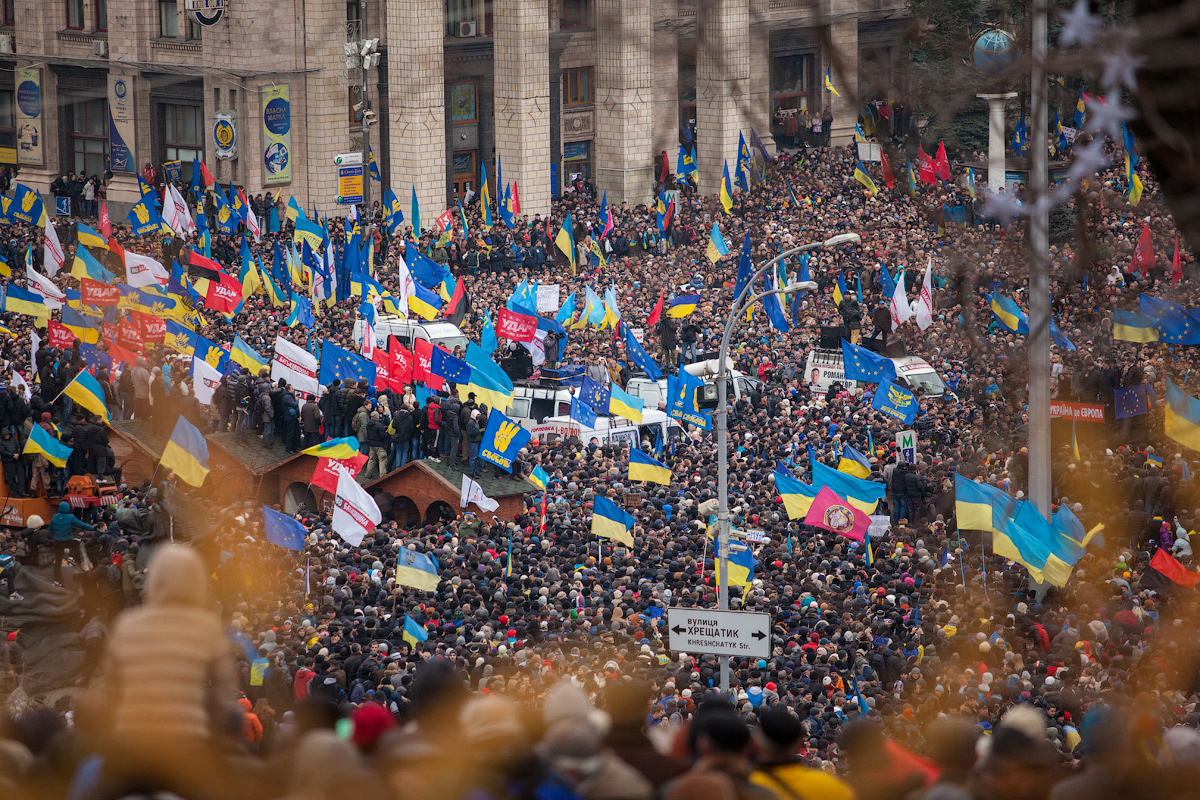
Euromaidán, 1 de diciembre de 2013.

Evolución de la ocupación de las tropas separatistas (en rojo) en la región de Donbás.

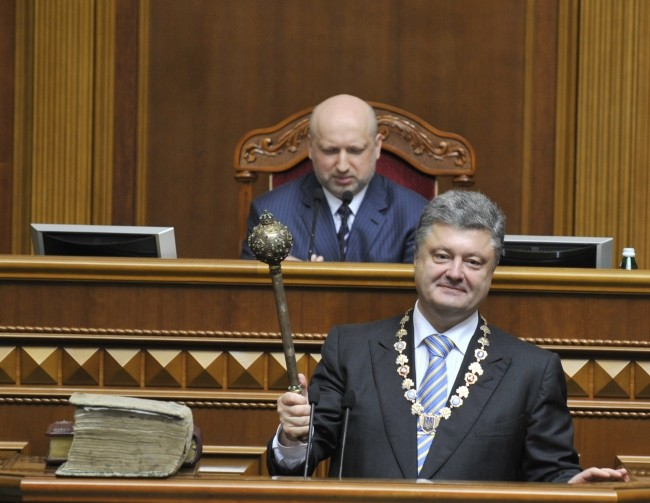
Sesión de inauguración de Petró Poroshenko.

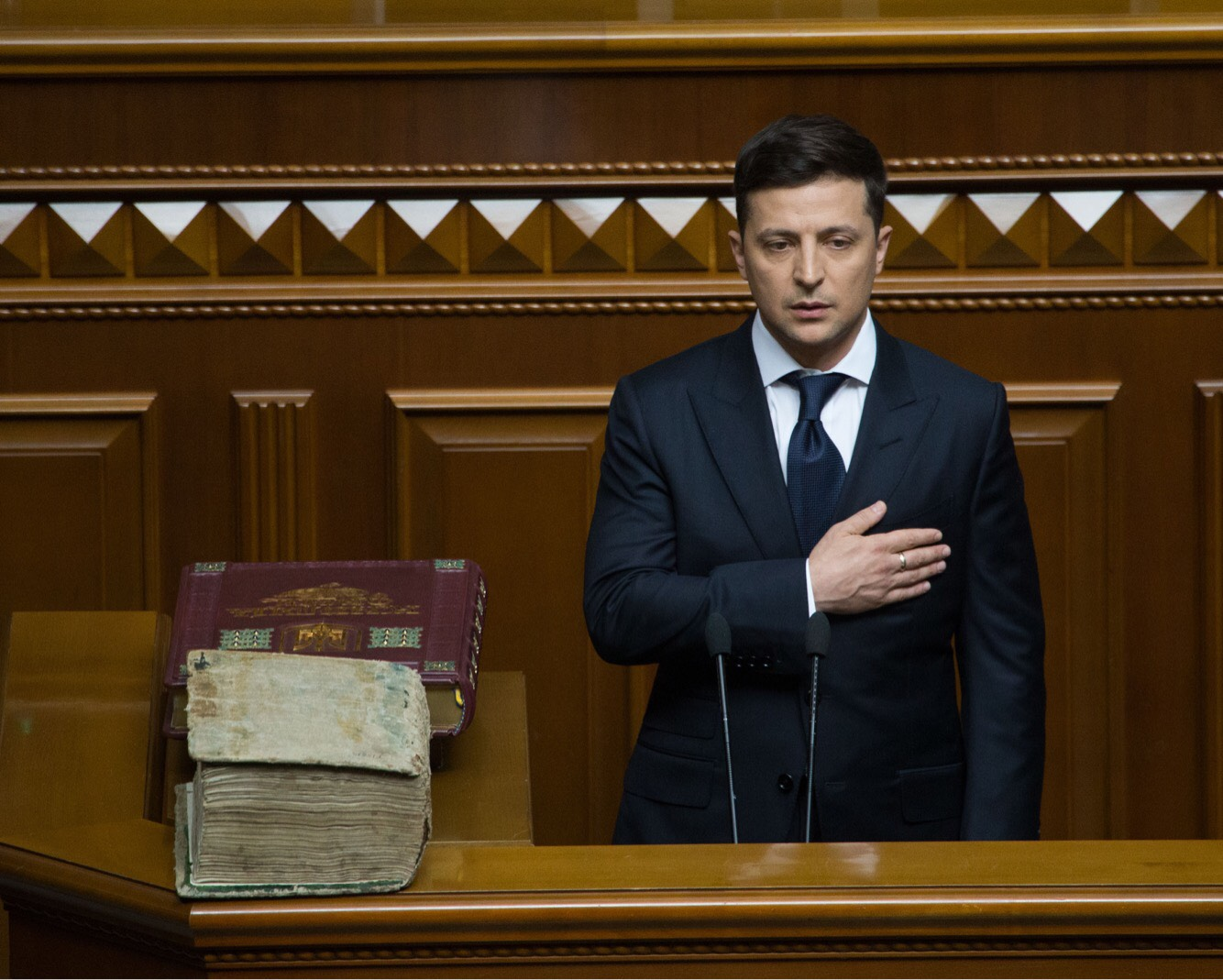
Sesión de inauguración de Volodímir Zelensky.

La historia de Ucrania desde 2013 refiere a los hechos relativos a este país a partir del Euromaidán (21 de noviembre de 2013 – 23 de febrero de 2014), una serie de protestas contra el gobierno del presidente ucraniano Víktor Yanukóvich por parte de grupos a favor de la firma del Acuerdo de Asociación entre Ucrania y la Unión Europea y contrarios a un acuerdo con la Federación Rusa. A ellos se sumaron opositores en general a la gestión política y económica de la élite política ucraniana, acusada de corrupción y enriquecimiento ilícito, además de algunos grupos filofascistas. Realizadas principalmente en la zona occidental y central del país, el centro de las protestas fue la Plaza de la Independencia (Maidán Nezalézhnosti en ucraniano) de Kiev, de donde viene el nombre del movimiento.
El 16 de enero de 2014, la Rada Suprema (parlamento de Ucrania), aprobó leyes que aumentaron aún más las tensiones en la sociedad. A fines de enero, se tomaron edificios administrativos, principalmente en el oeste del país, se produjeron enfrentamientos cerca del estadio Lobanovsky, los manifestantes asaltaron el barrio del gobierno y las primeras víctimas civiles fueron asesinadas. El 28 de enero, el primer ministro Mikola Azárov renunció al cargo y, al día siguiente la Rada Suprema derogó sus leyes y anunció una amnistía para los manifestantes que protestaban ante el parlamento. Del 18 al 20 de febrero, durante una marcha de manifestantes hacia la Rada Suprema, las autoridades abrieron fuego sobre los manifestantes. Al día siguiente, Yanukóvich huyó a Rusia, otros funcionarios de alto rango abandonaron la capital y el presidente del parlamento, Oleksandr Turchínov, se convirtió en presidente interino.
La destitución de Yanukóvich fue denunciada por sus partidarios, principalmente en las zonas sur y este del país, como un golpe de Estado y diversos grupos rechazaron al gobierno interino. Las protestas contra el nuevo gobierno fueron particularmente fuertes desde un comienzo en la península de Crimea, cuya población se considera mayoritariamente rusa. En consecuencia, un nuevo gobierno asumió la administración de la República Autónoma de Crimea y de la ciudad de Sebastopol y convocaron un referéndum sobre el estatus político de la península que se llevó a cabo el 16 de marzo y contó con un apoyo cercano al 97 % para la secesión de Crimea de Ucrania y fue seguido al día siguiente por la proclamación de independencia de la República de Crimea. La subsecuente adhesión de Crimea a Rusia fue rechazada la Asamblea General de las Naciones Unidas, mediante su Resolución 68/262 y, en los días posteriores, las tropas militares ucranianas se enfrentaron en contados incidentes con el ejército ruso hasta finalmente replegarse y hacer abandono de la península, aunque el gobierno ucraniano aún considera Crimea como parte de su territorio de iure.
Entre tanto comenzó la guerra del Donbás en la que las tropas rusas invadieron el territorio del este de Ucrania y las tropas ucranianas lanzaron una operación antiterrorista para recuperar el control sobre del territorio rebelde. El principal núcleo de estos grupos, la ciudad de Slóviansk, fue sitiada por el ejército ucraniano y el conflicto se extendió a otras ciudades, como Kramatorsk y Mariúpol. El 7 de abril, fue proclamada la República Popular de Donetsk, seguida al día siguiente por iniciativas similares en Járkov y Luhansk, aunque no fueron reconocidas internacionalmente. Paralelamente, violentos enfrentamientos entre grupos civiles prorrusos y proucranianos el 2 de mayo terminaron con varias muertes y numerosos contusionados para ambos bandos y, al final de la jornada de protestas, con el incendio de la sede de los Sindicatos de Odesa que se saldó con la muerte de más de 40 prorrusos que allí se refugiaban. En este contexto, el 11 de mayo, fueron realizados referéndums sobre el estatus político de Donetsk y Lugansk. 
En las elecciones presidenciales de mayo de 2014 ganó Petro Poroshenko. El 20 de junio, se anunció un alto el fuego unilateral de una semana con un ultimátum simultáneo a los mercenarios prorrusos y militantes locales para que abandonaran el país, seguido de la liberación del país, que fue frustrado por la introducción de tropas regulares de Rusia. Con la ayuda de los países occidentales, Ucrania consiguió congelar la guerra en la línea de demarcación y Rusia consolidar el estado de incertidumbre permanente en el Donbás en el Protocolo de Minsk. No obstante, el conflicto continuó y, tras el derribo del vuelo 17 de Malaysia Airlines el 17 de julio por misiles antiaéreos, la Cruz Roja de Ucrania consideró que había un estado de guerra civil. Sin embargo, con la ayuda del FMI y una política fiscal y monetaria estricta, fue posible estabilizar la situación financiera del país y llenar el tesoro vacío.
El 25 de noviembre de 2018, ocurrió un incidente en el estrecho de Kerch en Crimea con Rusia, resultando este conflicto en el secuestro de naves ucranianas y de sus tripulantes, en aguas la cual pueden transitar ambas naciones. En septiembre de 2019, los 3 buques y sus 24 tripulantes fueron devueltos a Ucrania. Mientras tanto, en abril de 2019, en la segunda vuelta de las elecciones presidenciales, ganó el actor Volodímir Zelenski. Las elecciones anticipadas del 21 de julio permitieron que el recién formado partido obtuviera la mayoría absoluta por primera vez en la historia de la Ucrania independiente. La mayoría pudo formar gobierno el 29 de agosto por sí sola, sin formar coaliciones y aprobó a Oleksiy Honcharuk como primer ministro. En marzo de 2020, la Rada Suprema destituyó al gobierno de Honcharuk y Denis Shmyhal se convirtió en el nuevo primer ministro. El 28 de julio en Lublin, Lituania, Polonia y Ucrania lanzaron la iniciativa del Triángulo de Lublin, cuyo objetivo es promover la cooperación entre los tres países históricos de la República de las Dos Naciones y promover la adhesión de Ucrania a la UE y la OTAN.

## Antecedentes

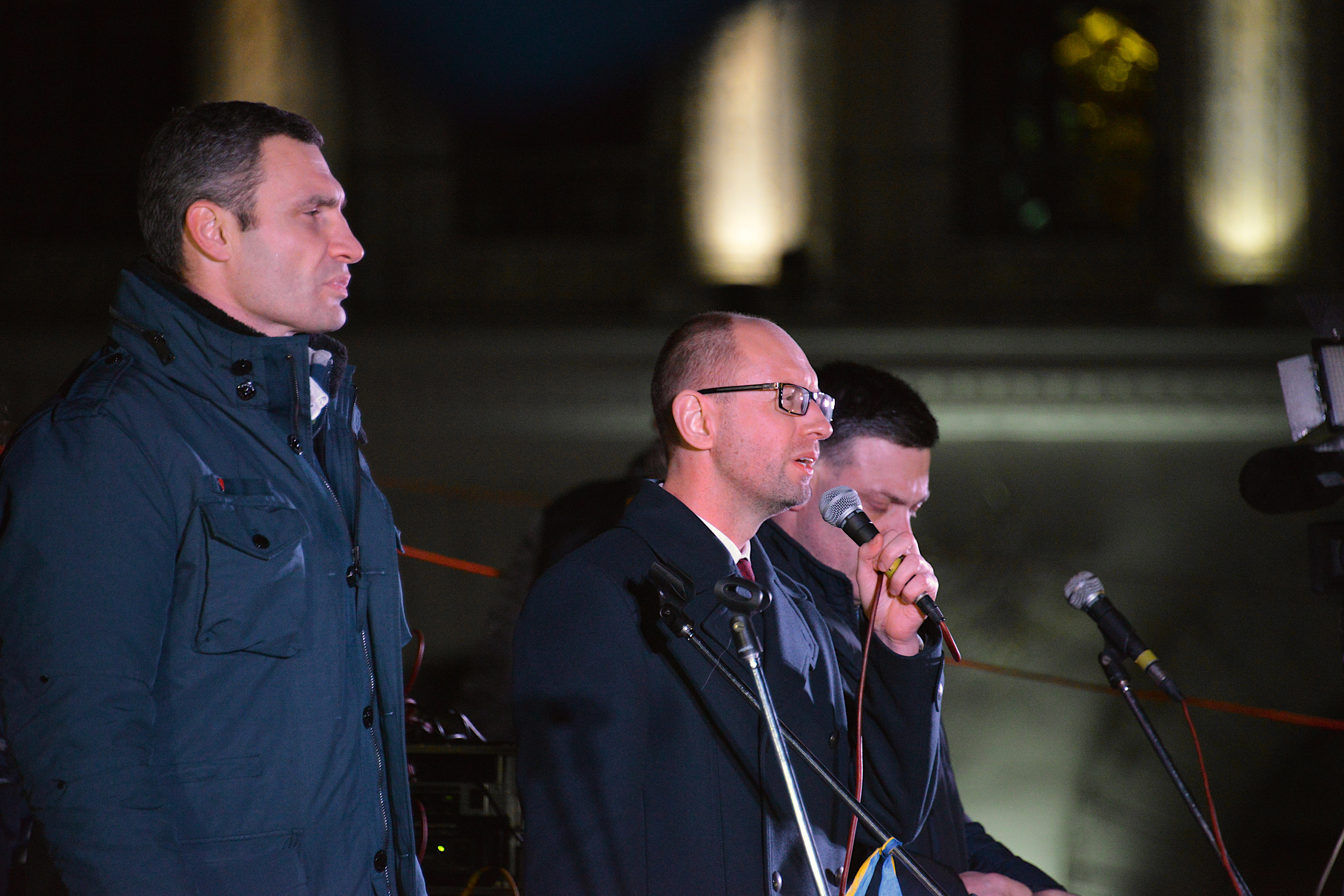
Líderes de la oposición.

Las elecciones presidenciales de Ucrania de 2010 se llevaron a cabo, la primera ronda el domingo 17 de enero, y el balotaje el domingo 7 de febrero; para la elección del presidente de Ucrania por los siguientes cinco años. Resultó ganador el candidato prorruso Víktor Yanukóvich del Partido de las Regiones, superando a la candidata Yulia Timoshenko, entonces primera ministra de Ucrania. 1.1 millones de ciudadanos votaron por la opción "en contra de todos", un 4.37 % de los votantes.
Los resultados de las elecciones fueron validados por observadores de la OSCE y el Consejo de Europa. Sin embargo, Timoshenko se negó a reconocer los resultados, y presentó una apelación ante el principal tribunal administrativo ucraniano. El 20 de febrero retiró su apelación, alegando que las acciones de la corte «no tenían nada en común con la justicia». El Presidente saliente, Víktor Yúshchenko, sí felicitó a Yanukóvich por su victoria.

## Euromaidán

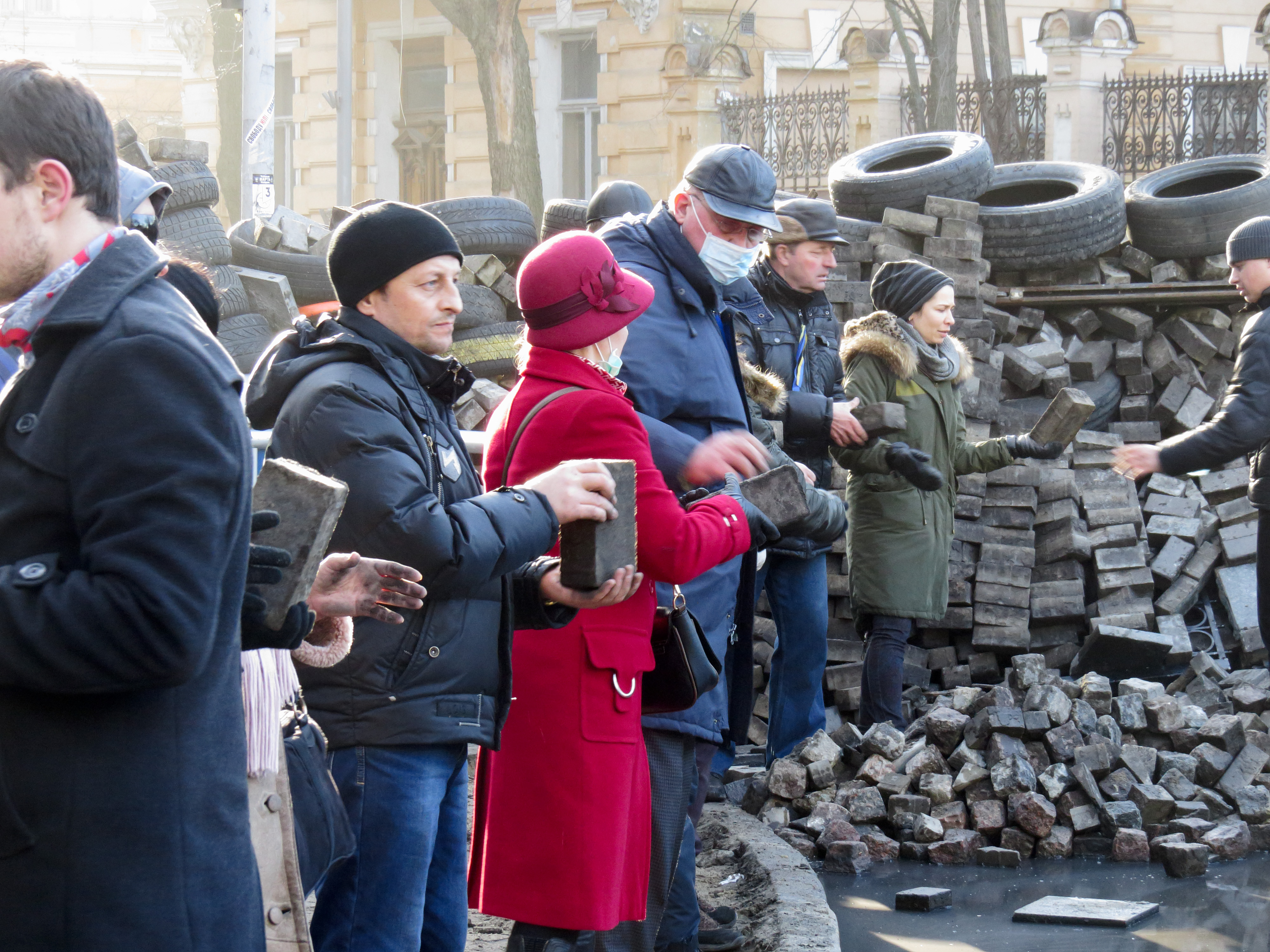
Euromaidán, 2 de febrero de 2014.

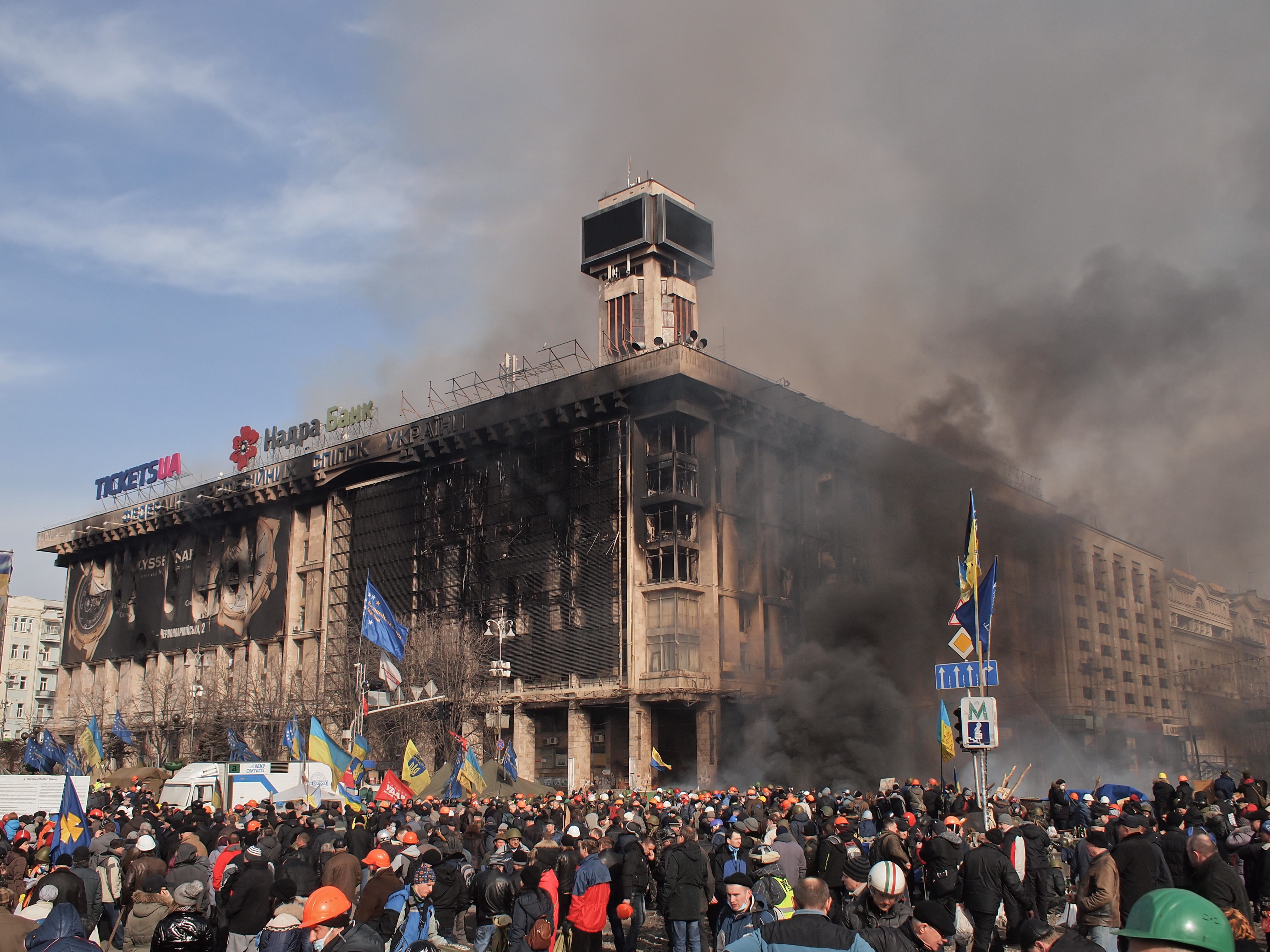
Euromaidán, 19 de febrero de 2014.

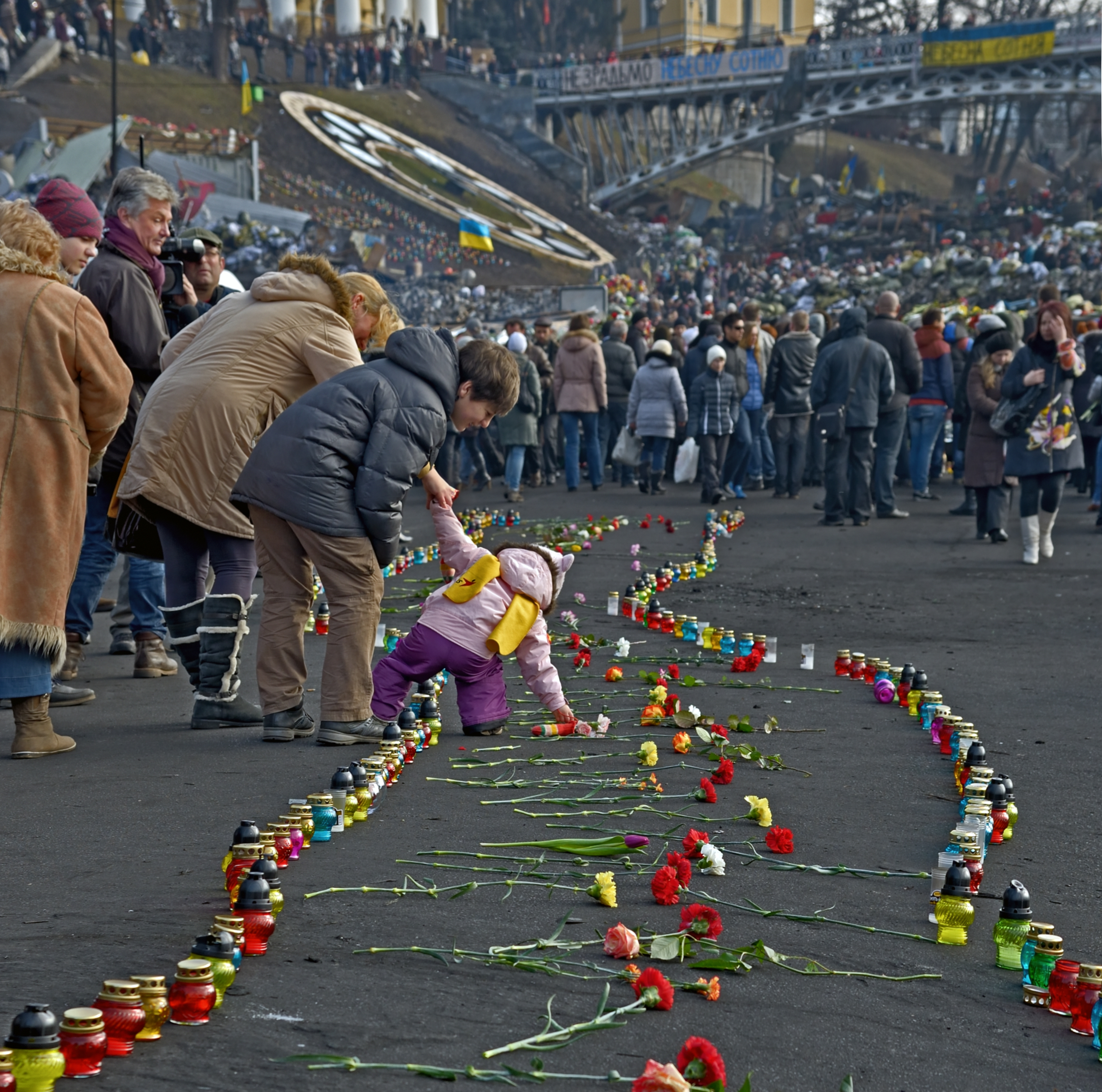
El camino de los Cien Celestiales del Euromaidan.

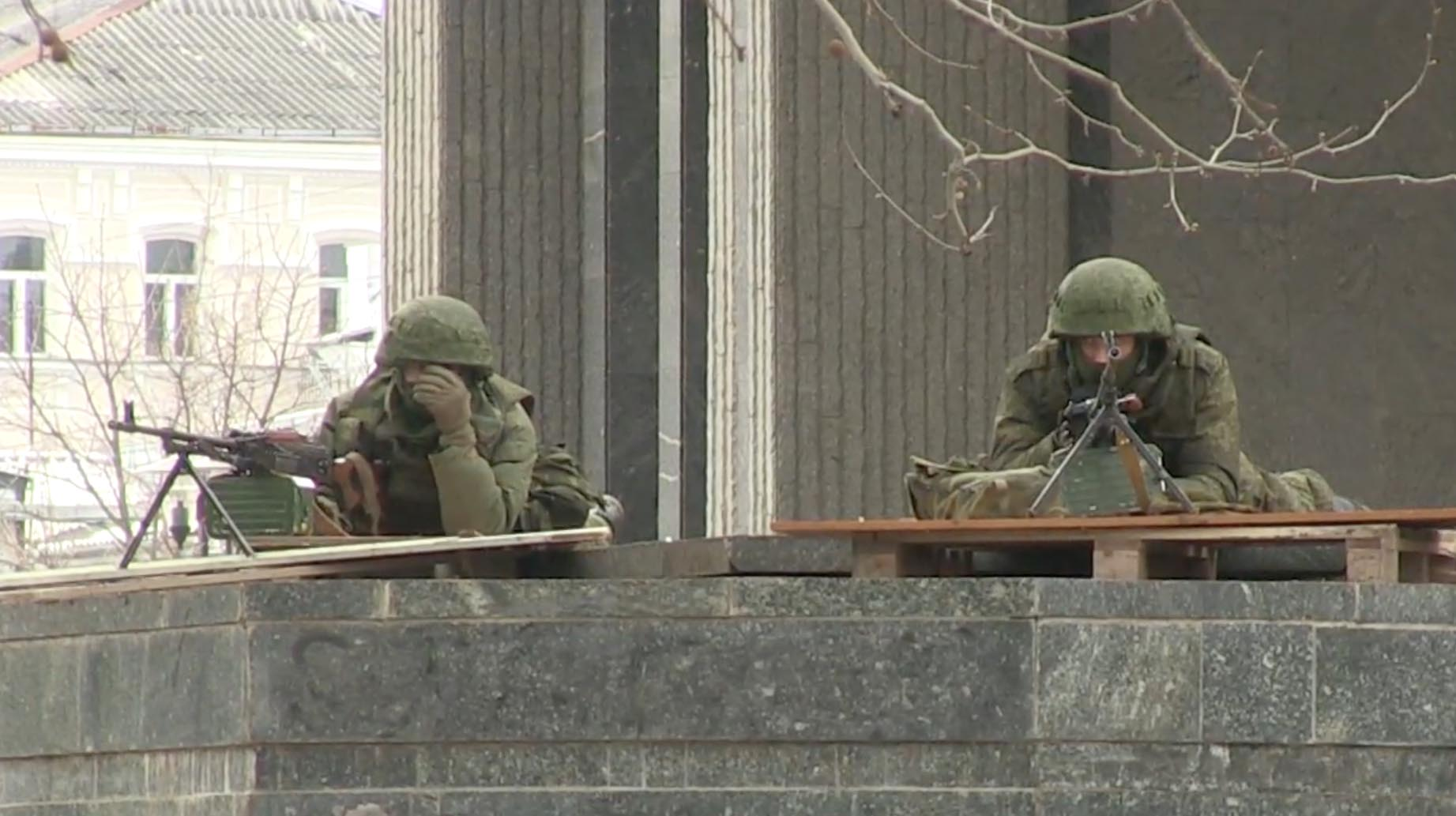
Soldados rusos sin identificación en el parlamento de Crimea.

Se conoce como Euromaidán (en ucraniano, Євромайда́н, Yevromaidán; «Europlaza») a una serie de manifestaciones y disturbios heterogéneos iniciada el 21 de noviembre de 2013 con grandes protestas en la Plaza de la Independencia en Kiev. Las protestas, de índole europeísta, independentista y nacionalista, se desencadenaron a raíz de la repentina decisión del presidente Viktor Yanukóvich de suspender el Acuerdo de Asociación entre la Unión Europea y Ucrania y fortalecer sus lazos con Rusia. Tras aprobar, por abrumadora mayoría, el parlamento ucraniano la ratificación del Acuerdo con la UE, Rusia habría presionado a Kiev para que lo rechazara. Los manifestantes se opusieron a lo que consideraban corrupción gubernamental generalizada, abuso de poder y violaciones de los derechos humanos. La organización no gubernamental Transparencia Internacional denunció a Yanukóvich como el principal ejemplo de corrupción en el mundo. La violenta dispersión de los manifestantes el 30 de noviembre de 2013 provocó aún más indignación en la población. El Euromaidán precipitó la renuncia del presidente el 22 de febrero de 2014 y significó el origen de la guerra ruso-ucraniana.
Tras la huida del presidente de Ucrania Víktor Yanukóvich en dirección desconocida el 21 de febrero de 2014, la Rada Suprema destituyó del cargo a Yanukóvich por «el abandono de sus funciones constitucionales». El 23 de febrero de 2014, el jefe del grupo parlamentario del Partido de las Regiones que lideraba Yanukóvich, Oleksandr Yefrémov, responsabilizó a Yanukóvich del saqueo del país y del derramamiento de sangre.
Más adelante, el 29 de marzo de 2014, el Congreso del Partido de las Regiones expulsaría de sus filas a Yanukóvich, Mikola Azárov, Oleksandr Klimenko, Serhiy Arbúzov, Valeriy Konovalyuk y Andréi Syshatski por 333 votos a favor, 45 en contra y 28 abstenciones.
Los sucesos se habían desencadenado en Kiev la noche del 21 de noviembre de 2013, un día después de que el Gobierno de Ucrania hubiera suspendido in extremis la firma del Acuerdo de Asociación y el Acuerdo de Libre Comercio con la Unión Europea (UE).
Aunque el 30 de marzo de 2012, Yanukóvich y los líderes de la UE habían acordado un estatuto de asociación de Ucrania con la UE, la entrada en vigor se fue aplazando y las negociaciones quedaron estancadas durante un año, entre otras razones porque una de las exigencias europeas era la liberación de Yulia Timoshenko y Yuri Lutsenko, opositores al Gobierno. Ello no impidió que durante los meses previos al inicio de las protestas, Yanukóvich prometiera realizar las reformas necesarias para seguir adelante con las negociaciones.
Sin embargo, sorprendentemente, el Gobierno ucraniano, encabezado por Mikola Azárov, publicó el 21 de noviembre de 2013 una nota oficial en la que informaba que el proceso de preparación de la firma del acuerdo quedaba «suspendido». Las razones esgrimidas fueron la caída en la producción industrial y el mantenimiento de relaciones con los países de la Comunidad de Estados Independientes. Yanukóvich asistió a la cumbre de la UE los días 28 y 29, tal como estaba previsto antes de la suspensión unilateral, pero solo para declinar la última oferta europea, de 600 millones de euros, por considerarla «humillante». Por su parte, Azárov reprochó a la UE y al Fondo Monetario Internacional la falta del apoyo económico que hubiera compensado el «divorcio comercial» con Rusia, a la vez que admitía que había sido Moscú quien había conminado a Kiev a no sellar el pacto.
A partir del 21 de noviembre, se produjeron en la plaza de la Independencia (en ucraniano, Maidán Nezalézhnosti) de la capital varias concentraciones que exigían al gobierno retomar el diálogo con la UE. Las convocatorias lograron congregar a cientos de miles de personas, que asistieron a discursos diarios de líderes políticos opositores y de figuras destacadas de la cultura, tanto ucranianas como extranjeras. Entre sus impulsores se encontraban organizaciones sociales, la oposición política —incluidos grupos ultranacionalistas y de extrema derecha, Sector Derecho y Svoboda— y las Iglesias ucranianas —como la Iglesia ortodoxa ucraniana del Patriarcado de Kiev—, con excepción de la Iglesia ortodoxa ucraniana del Patriarcado de Moscú. En las manifestaciones también participaron representantes de minorías étnicas (rusos, chechenos, tártaros de Crimea, judíos, georgianos, armenios y otros) y ciudadanos de otros países (Polonia, Bielorrusia, Georgia, Rusia y otros).
Las protestas desembocaron en disturbios, que fueron creciendo en intensidad, al punto de que hubo días en que muchos manifestantes continuaban sus protestas toda la noche, lo que hacía imposible su desalojo del lugar por parte de las autoridades. El 16 de enero, la Rada Suprema ordenó penas contra los manifestantes, el bloqueo de edificios administrativos y la instalación de tiendas de campaña. Esto fue tomado por los manifestantes como un veto a su derecho de manifestarse y protestar. Desde entonces, las protestas provocaron una escalada de violencia en rechazo a las nuevas leyes. Como resultado, el 22 de enero las manifestaciones registraron cinco muertos.
Entre tanto, las protestas se fueron expandiendo a lo largo del centro y oeste del país, con algunos focos en el este, mayoritariamente rusófono. La exigencia no era solo el cambio económico hacia Europa, sino la sustitución total de gobierno, lo que llevó a la dimisión de Azárov el 28 de enero y a que el Parlamento reunido en asamblea extraordinaria derogara las polémicas leyes que limitaban los derechos de manifestación y reunión.
La noche del 19 y 20 de febrero, Yanukóvich y los principales líderes de la oposición (Vitali Klichkó, Arseni Yatseniuk y Oleh Tiagnibok) acordaron una tregua y la retirada de las barricadas colocadas anteriormente en la plaza de la capital para contener a las fuerzas policiales. El 21 de febrero —tras el llamado «Jueves Negro» (20 de febrero) en el que murieron más de 60 manifestantes—, se aprobó un acuerdo entre ambas partes para adelantar las elecciones, formar un gobierno de transición, volver a la Constitución de Ucrania de 2004 y frenar la violencia.
En la madrugada del 21 al 22 de febrero, Yanukóvich, sin informar al parlamento, abandonó su lujosa residencia de Mezhyhirya, en las afueras de la capital, y desapareció en dirección desconocida —según declararía más adelante, lo hizo al temer por su vida y la de su familia—. Yanukóvich no firmó la reintroducción de la Constitución de 2004 que acordó ratificar en menos de 48 en el acuerdo previo antes de desaparecer. En la mañana del 22 de febrero, la Rada Suprema lo destituyó de su cargo por «abandono de sus funciones constitucionales» y tomó el control del país, votando, por mayoría constitucional, la vuelta a la Constitución de 2004, acordada el día anterior.

## Crisis de Crimea
La anexión de Crimea por Rusia se refiere a la anexión unilateral no reconocida internacionalmente por parte de la Federación de Rusia de las dos entidades que forman la península de Crimea, la República de Crimea  y la ciudad autónoma de Sebastopol, y que formaban parte de la República de Ucrania desde la disolución de la Unión Soviética en 1991. Las dos entidades fueron declaradas como sujetos federales de la Federación de Rusia, de acuerdo con la Ley sobre Nuevos Territorios Federales de la legislación rusa que se aplicó en la península. Esa legislación considera a Crimea parte de Rusia desde el momento de la firma del acuerdo interestatal del 18 de marzo de 2014 y el periodo transitorio se prolongó hasta el 1 de enero de 2015.
La decisión unilateral de Vladímir Putin de anexionarse Crimea tiene su origen en el Euromaidán, la revolución ucraniana iniciada a finales de 2013, la cual culminó con la destitución del prorruso Víktor Yanukóvich que el Kremlin consideró un golpe de Estado. Entonces se iniciaron una serie de manifestaciones de rusófilos —en su mayoría rusos étnicos y ucranianos rusófonos— opuestos a los eventos ocurridos en Kiev y que anhelan estrechar sus vínculos (o inclusive integrarse) con Rusia. Luego varios gobiernos regionales propusieron referendos separatistas y se produjo una invasión militar, donde las Fuerzas Armadas de Rusia se desplegaron en Crimea, con el objetivo, según el Kremlin, de garantizar la integridad de los ucranianos prorrusos habitantes de Crimea y las bases rusas estacionadas allí, hasta que se normalizara la situación sociopolítica; desoyendo las advertencias de no invadir lanzadas por Estados Unidos y Kiev.
Previamente, las autoridades de Crimea, de ideología prorrusa,  habían solicitado la asistencia del gobierno de Moscú después de que la Rada Suprema intentara abolir la ley de lenguas cooficiales del 3 de julio de 2012. Sin embargo, el presidente interino de Ucrania, Oleksandr Turchínov, se negó a firmar esta decisión del Parlamento, instándolo a elaborar una ley nueva que regulara el uso de dichas lenguas.
La anexión de Crimea por Rusia no es reconocida por Ucrania, que la considera ilegítima y opuesta al derecho internacional, y asegura que el territorio sigue conformando la República Autónoma de Crimea y la ciudad especial de Sebastopol. Esta anexión por parte de Rusia, considerada ilegal por parte de Estados Unidos y de la Unión Europea, causó la peor crisis en las relaciones entre Rusia y Estados Unidos desde el final de la Guerra Fría, empeorada drásticamente por la invasión rusa de Ucrania de 2022. Además, ya en marzo de 2014, la Asamblea General de las Naciones Unidas aprobó la Resolución 68/262 llamada Integridad territorial de Ucrania en respuesta a la anexión de Crimea por Rusia. Aprobada por 100 países, la resolución afirmó el compromiso de las Naciones Unidas para reconocer a Crimea como parte de Ucrania, rechazando el referéndum sobre el estatus político.
Invadiendo y anexando Crimea, Rusia violaba un tratado internacional y tres tratados bilaterales firmados con Ucrania: el Memorándum de Budapest —que ofrecía garantías de seguridad por parte de sus signatarios a Ucrania—; el Tratado de Amistad y Colaboración entre Ucrania y Rusia de 1997; el Tratado sobre la permanencia de la Flota del mar Negro rusa en territorio ucraniano hasta 2017 y el Tratado de Járkov por el que dicha permanencia se extendía hasta 2042.

## Protestas prorrusas de 2014
| combatientes1 =  Rusia
 República de Crimea
| combatientes2 =  Ucrania

Entre tanto comenzó la guerra del Donbás en la que las tropas rusas invadieron el territorio del este de Ucrania y las tropas ucranianas lanzaron una operación antiterrorista para recuperar el control sobre del territorio rebelde. El principal núcleo de estos grupos, la ciudad de Slóviansk, fue sitiada por el ejército ucraniano y el conflicto se extendió a otras ciudades, como Kramatorsk y Mariúpol. El 7 de abril, fue proclamada la República Popular de Donetsk, seguida al día siguiente por iniciativas similares en Járkov y Luhansk, aunque no fueron reconocidas internacionalmente. Paralelamente, violentos enfrentamientos entre grupos civiles prorrusos y proucranianos el 2 de mayo terminaron con varias muertes y numerosos contusionados para ambos bandos y, al final de la jornada de protestas, con el incendio de la sede de los Sindicatos de Odesa que se saldó con la muerte de más de 40 prorrusos que allí se refugiaban. En este contexto, el 11 de mayo, fueron realizados referéndums sobre el estatus político de Donetsk y Lugansk.

## Guerra del Dombás

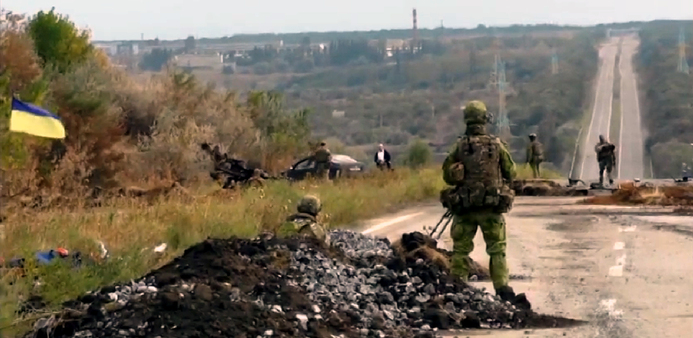
Soldados ucranianos patrullando.

La guerra del Dombás, alternativamente, guerra del Donbás fue un conflicto armado que se desarrolló en Ucrania oriental del 6 de abril de 2014 al 24 de febrero de 2022, entre el gobierno de Ucrania y las fuerzas separatistas prorrusas del Dombás. Como parte de la guerra ruso-ucraniana, este conflicto ha pasado por diferentes etapas, la más reciente de las cuales evoluciona en el contexto de la ofensiva de Ucrania oriental dentro de la invasión rusa de Ucrania con la guerra de Dombás subsumida en ella.
El origen directo del conflicto se remonta al inicio de las protestas del Euromaidán en noviembre de 2013, cuando miles de manifestantes salieron a protestar a la plaza de la Independencia de Kiev, debido a la polarización en torno a la negativa del gobierno nacional a firmar el Acuerdo de Asociación entre Ucrania y la Unión Europea. En febrero de 2014, fue destituido el presidente Víktor Yanukóvich, pero en el este del país, región fronteriza con Rusia, numerosos manifestantes tomaron sedes de gobiernos proclamando de facto la independencia de diferentes localidades, lo que causó fuertes enfrentamientos armados entre europeístas, prorrusos y separatistas.
Las protestas prorrusas se intensificaron tras la anexión de Crimea a Rusia a mediados de marzo y el 7 de abril, un grupo de manifestantes proclamó la República Popular de Donetsk (RPD) en un edificio de la administración regional en la ciudad del mismo nombre. El 13 de abril, las autoridades de Kiev pusieron en marcha una operación especial en el este del país con la participación de las Fuerzas Armadas. El 17 del mismo mes, se celebró una reunión en Ginebra, Suiza, entre los jefes de la diplomacia de Ucrania, la Unión Europea, Estados Unidos y Rusia, siendo aprobado un documento con medidas para poner fin al conflicto. También se acordaron revisiones a la Constitución de Ucrania. Sin embargo, esto no fue aceptado por las milicias prorrusas.
La República Popular de Lugansk (RPL) fue proclamada el 28 de abril. Esta república se unió a la RPD en su lucha contra el gobierno de Ucrania. Así, para el 1 de mayo, hasta 16 ciudades y pueblos del este ucraniano se hallaban parcial o totalmente en manos de los grupos armados prorrusos, al día siguiente de que Ucrania reconociera públicamente que la situación en los oblasts de Donetsk y Lugansk escapaba a su control y las autoridades de Kiev pusieron en marcha una nueva operación especial con la participación de las Fuerzas Armadas en Sloviansk. Ello no impidió que dos días después se llevaran a cabo los referéndums sobre el estatus político de Donetsk y Lugansk, en los que el 89 % de los electores del óblast de Donetsk votó a favor de la independencia de la RPD y el 96 % de los votantes del óblast de Lugansk optó por separarse de Ucrania, porcentajes que coinciden con los pactados en una llamada telefónica filtrada entre los líderes separatistas de dichos óblasts. Ante la consolidación de un frente de combate, tras los sucesivos llamados de alto el fuego, los señores de la guerra ocuparon grandes extensiones de terreno en la zona prorrusa.
El Protocolo de Minsk fue un acuerdo para poner fin a la guerra en el este de Ucrania, firmado por representantes de Ucrania, la Federación Rusa, la República Popular de Donetsk y la República Popular de Lugansk el 5 de septiembre de 2014, bajo los auspicios de la Organización para la Seguridad y la Cooperación en Europa (OSCE). Sin embargo, el acuerdo no fue respetado por las distintas partes y no logró su objetivo de cesar todos los combates en el este de Ucrania.
Desde el inicio del conflicto, la Unión Europea y Estados Unidos han apoyado al gobierno de Ucrania alegando que Rusia es el único responsable de las tensiones separatistas. Por su parte, el Gobierno de Rusia ha condenado reiteradas veces las acciones del gobierno ucraniano. Se refiere a sus integrantes como «criminales» y califica falsamente los sucesos en Ucrania de genocidio. Ucrania acusó a Rusia de intervenir en el conflicto ayudando a los separatistas prorrusos, pero Rusia negó dichas acusaciones. Por parte de Rusia, los opositores al gobierno de Kiev y medios de comunicación como Bild denuncian participaciones de la Agencia Central de Inteligencia y de Academi - Greystone Limited apoyando con hombres y material de inteligencia a los militares de Kiev. Por su parte, la OTAN desplegó sus tropas en países cercanos a las fronteras rusas y ucranianas: Polonia, Rumania y los países bálticos.

### Vuelo 17 de Malaysia Airlines
El vuelo 17 de Malaysia Airlines (MH17/MAS17) del 17 de julio de 2014 y con código compartido con la aerolínea KLM Royal Dutch Airlines —KL4103/KLM4103— fue un vuelo internacional regular de pasajeros operado por un avión Boeing 777-200ER. Partió del aeropuerto de Ámsterdam-Schiphol (Países Bajos) a las 12:14 (CEST) hacia el aeropuerto Internacional de Kuala Lumpur (Malasia) con 283 pasajeros y 15 miembros de la tripulación. En el marco de la guerra del Dombás, el avión fue derribado por la defensa antiaérea rusa en la villa de Grábovo, en el raión ucraniano de Shajtarsk, en el óblast de Donetsk, a 40 kilómetros de la frontera con Rusia. El contacto se habría perdido a las 16:15 (hora local).
La responsabilidad de la investigación fue delegada a la Junta de Seguridad Holandesa (DSB) y al equipo de investigación conjunto (JIT) liderado por los Países Bajos, que en 2016 informó que el avión había sido derribado por un misil tierra-aire Buk lanzado desde territorio controlado por los separatistas prorrusos en Ucrania. El JIT descubrió que el Buk provenía de la 53.ª Brigada de Misiles Antiaéreos de la Federación Rusa y había sido transportado desde Rusia el día del accidente, disparado desde un campo en un área controlada por los rebeldes y que el sistema de lanzamiento regresó a Rusia posteriormente. El 17 de noviembre de 2022, la justicia holandesa condenó a cadena perpetua a los acusados de perpetrar el derribo, los ciudadanos rusos Serguéi Dubinski e Ígor Guirkin, y al ucraniano Leonid Járchenko. El cuarto encausado, Oleg Pulátov, también de nacionalidad rusa, fue absuelto.
El día de la tragedia, el presidente estadounidense Barack Obama (aliado del gobierno ucraniano), dijo que había «evidencia» de la responsabilidad de los rebeldes prorrusos, y funcionarios de inteligencia de su país dijeron que un misil tierra-aire había sido el causante del accidente. Desde Países Bajos, también culparon a un misil lanzado por milicianos prorrusos, quienes por su parte aseguraron no poseer armas capaces de destruir el avión. Asimismo, el Gobierno ucraniano responsabilizó también al Gobierno ruso y viceversa. El gobierno ruso negó estar involucrado en el derribo, y su versión ha sido cambiante y contradictoria con el tiempo.
Fue el segundo incidente de la línea aérea en menos de cinco meses, a raíz de la desaparición del vuelo 370 a principios de marzo de 2014. Con 283 pasajeros y 15 tripulantes fallecidos, se trata del mayor accidente de la aerolínea, superando al vuelo 370, en el que fallecieron 227 pasajeros y 12 tripulantes. Entre los pasajeros fallecidos se encontraba un grupo de investigadores del sida que iban a asistir a una conferencia internacional en Australia.

## Escándalos financieros y corrupción en el gobierno de Poroshenko

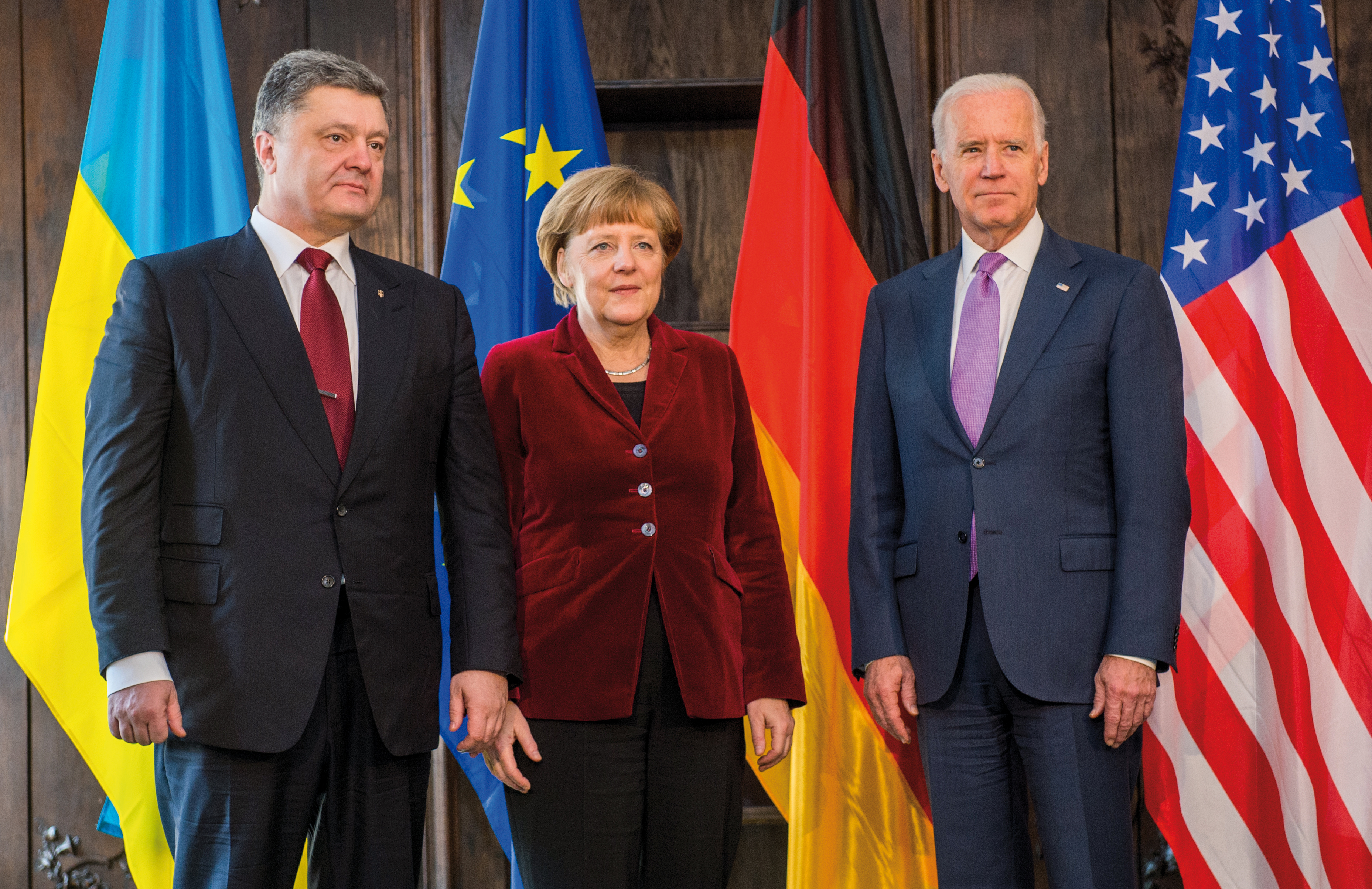
Poroshenko junto a Angela Merkel y Joe Biden, febrero de 2015.

En 2016, los Panama Papers revelan que sus abogados han construido una compañía offshore para albergar varios de sus negocios en las Islas Vírgenes Británicas. En 2017, es citado en el escándalo de los Paradise Papers. Se descubrió que a través del estudio panameño-israelí Mossack Fonseca, 12 líderes políticos de alto rango, utilizaron paraísos fiscales para lavar dinero. Poroshenko apareció entre los involucrados junto al presidente de Argentina Mauricio Macri, el premier de Islandia, Sigmundur Gunnlaugsson, el primer ministro de Paquistán, Nawaz Sharif, el rey Salman de Arabia Saudita, el antiguo emir de Catar Hamad bin Khalifa al Thani, y su ex primer ministro Hamad bin Jassim bin Jaber Al Thani.
En 2017 se reveló la existencia de estructuras empresariales cercanas a Petró Poroshenko, que estaban implicadas en casos de corrupción, tráfico de armas y desfalcos Ígor Gladkovski, hijo del subsecretario primero del Consejo de Seguridad y Defensa Oleg Gladkovski, junto con dos individuos más, desde 2016 vendían a las empresas de defensa de Ucrania piezas de recambio con sobreprecios de hasta un 300%.
Durante su gobierno según un estudio del Centre for Economic Studies, se calculaba que el 62% de las empresas ucranianas no pagan impuestos y cerca de la mitad daban sobornos. Roman Nasirov, jefe de la Agencia Tributaria ucraniana, fue acusado de haber provocado unos daños de 70 millones de euros al Estado. También se vio involucrado en corrupción cuando en 2016, nacionalizó Privatbank, el banco que pertenecía a uno de los principales oligarcas del país, Ihor Kolomoisky. Sin embargo, luego se conoció que ese banco está fuertemente endeudado.
Desde otoño de 2017 se han observado crecientes ataques contra los activistas anticorrupción, organizaciones no gubernamentales y periodistas de investigación, entre ellos arrestos políticamente motivados, pruebas fabricadas, protestas organizadas, persecuciones e intimidaciones.

## Gobierno de Volodímir Zelenski

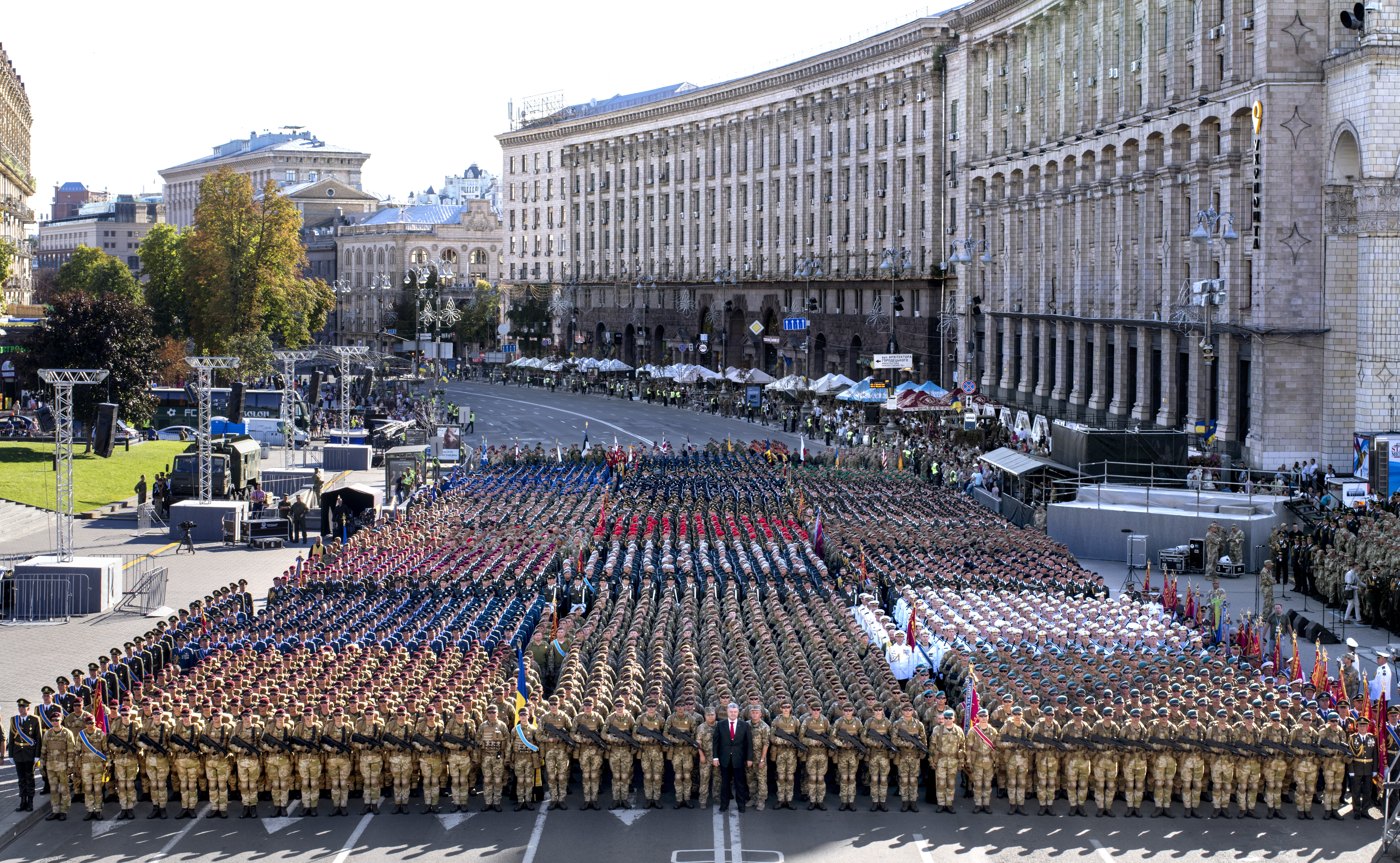
«El nuevo ejército».

Beneficiándose de su notoriedad mediática y del rechazo a las figuras políticas tradicionales, percibidas como corruptas e ineficaces, Volodímir Zelenski fue el gran favorito en las elecciones de 2019. Su campaña, atípica, a menudo se describió como «no de campaña»: no da entrevistas y evita reuniones públicas, eligiendo una comunicación volcada hacia las redes sociales, donde critica a otros candidatos en videos virales y fortalece su popularidad entre el electorado joven. También es ambiguo con el personaje que interpreta en Servidor del Pueblo: además del hecho de que nombró a su partido como la serie de televisión, a veces usa el escenario de este último para sus discursos.
Durante la campaña electoral, Zelenski continuó de gira con Kvartal 95, y su compromiso con los principales medios de comunicación fue mínimo. Los medios de noticias ucranianos pidieron a Zelenski que dejara de evitar a los periodistas. a lo que Zelenski contestó que no se estaba escondiendo de los periodistas, pero que no quería ir a los programas de televisión donde «gente del antiguo poder» estaba «haciendo relaciones públicas» ya que simplemente no tenía tiempo para satisfacer todas las preguntas de una entrevista. Principalmente se comunicó con el electorado en los canales de las redes sociales y en clips de YouTube.
Antes de las elecciones, Zelenski presentó un equipo que incluía al exministro de Finanzas Oleksandr Daniliuk y otros. Durante la campaña, surgieron preocupaciones sobre sus vínculos con el oligarca Íhor Kolomoiski. El 19 de abril de 2019, en el Estadio Olímpico de Kiev, se realizó un debate presidencial en forma de un programa de televisión. En su discurso de presentación, Zelenski reconoció que en 2014 votó por Poroshenko, pero «Me equivoqué. Nos equivocamos. Votamos por un Poroshenko, pero recibimos otro. El primero aparece cuando hay cámaras de televisión, el otro Petró envía a Medvedchuk priviétiki (saluditos) a Moscú». Después de la respuesta de Poroshenko, Zelenski leyó una lista de preguntas que supuestamente fueron formuladas por ciudadanos ucranianos a través de Internet:

### Crisis ruso-ucraniana de 2021-2022
El preludio de la invasión rusa de Ucrania refiere a los acontecimientos desarrollados a partir de marzo de 2021 en el marco de la guerra ruso-ucraniana y que desembocaron en la entrada de las Fuerzas Armadas de Rusia en territorio de la vecina Ucrania el 24 de febrero de 2022. 
Entre marzo y abril de 2021 Rusia reunió alrededor de 100 000 soldados, misiles y otras armas pesadas cerca de su frontera con Ucrania, lo que representó la mayor movilización de fuerzas desde la anexión de Crimea por parte de ese país en 2014. Esto generó preocupaciones sobre una posible invasión, si bien las tropas se retiraron parcialmente en junio siguiente. Entre octubre y diciembre del mismo año se avivó la crisis, con un despliegue de fuerzas rusas en la frontera con Ucrania que llegó a 175 000 soldados en Rusia y en Bielorrusia según la inteligencia estadounidense.
En el otoño de 2021, Rusia presentó dos borradores de tratados que contenían solicitudes de lo que denominó «garantías de seguridad», que incluían una promesa jurídicamente vinculante de que Ucrania no se uniría a la Organización del Tratado del Atlántico Norte (OTAN). También pedían una reducción de las tropas y del equipo militar de la OTAN estacionados en Europa del Este, y amenazó con una respuesta militar no especificada si esas demandas no se cumplían en su totalidad. La OTAN rechazó estas solicitudes.  Estados Unidos y la Unión Europea advirtieron a Rusia de sanciones económicas «rápidas, severas y masivas» en caso de que finalmente invada Ucrania.
Entretanto, Estados Unidos publicó información de inteligencia sobre los planes de invasión rusos, incluidas fotografías de satélite que mostraban tropas y equipos rusos cerca de la frontera con Ucrania. Estados Unidos continuó publicando informes que predijeron los planes de invasión. Durante estos acontecimientos, el gobierno ruso negó repetidamente que tuviera planes para invadir o atacar Ucrania; quienes emitieron las negativas incluían al portavoz de Putin, Dmitri Peskov, en noviembre de 2021, al viceministro de Relaciones Exteriores, Serguéi Riabkov, en enero de 2022, al embajador ruso en los Estados Unidos, Anatoly Antonov, el 20 de febrero de 2022, y al embajador ruso en la República Checa, Aleksandr Zmeyevski, el 23 de febrero de 2022.
El 21 de febrero de 2022, Rusia reconoció oficialmente las dos regiones separatistas en el este de Ucrania, la República Popular de Donetsk y la República Popular de Lugansk, como estados independientes y desplegó tropas en el Dombás en un movimiento interpretado como la retirada efectiva de Rusia del Protocolo de Minsk. Las repúblicas disidentes fueron reconocidas en los límites de sus respectivos oblasts de Ucrania, que se extienden mucho más allá de la línea de contacto. El 22 de febrero Putin dijo que los acuerdos de Minsk ya no eran válidos. El mismo día, el Consejo de la Federación autorizó por unanimidad el uso de la fuerza militar en el exterior.

### Invasión rusa de Ucrania

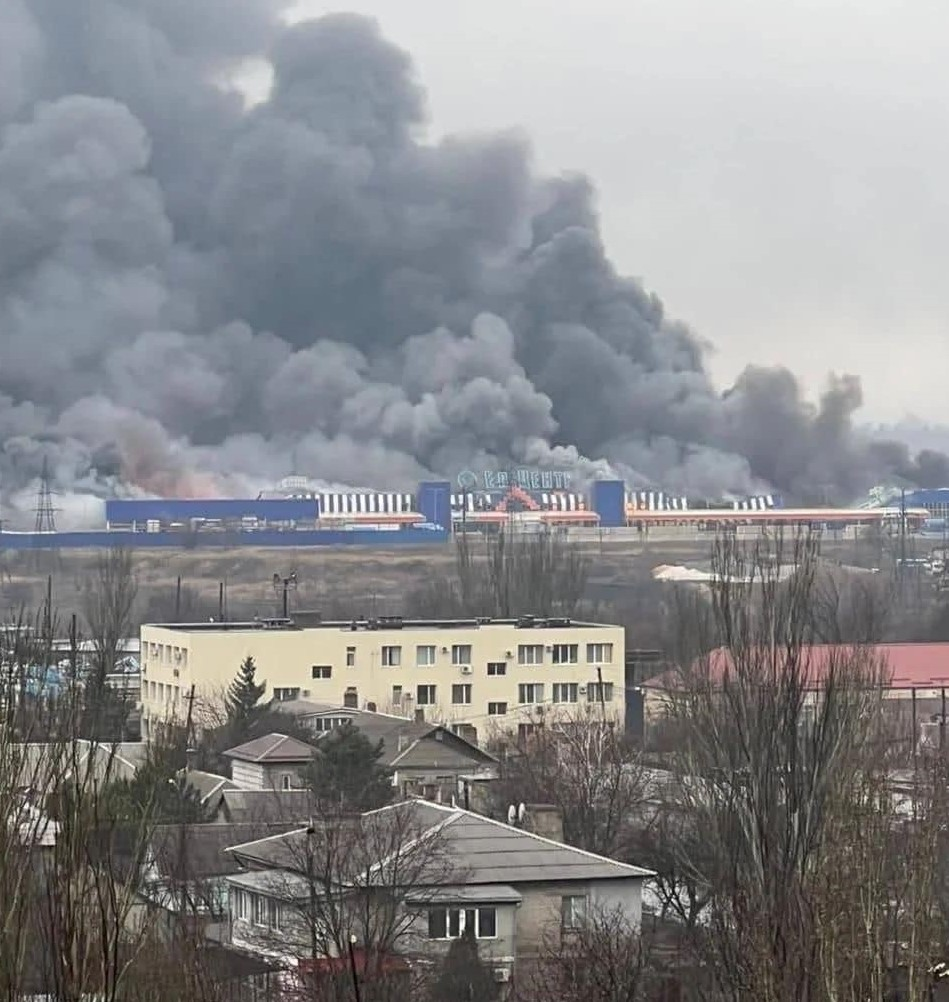
Bombardeos rusos durante el asedio a la ciudad de Mariúpol el 3 de marzo de 2022, en el transcurso de la invasión.

La invasión rusa a Ucrania, también conocida como la guerra de Ucrania, iniciada el 24 de febrero de 2022, constituye una escalada de la guerra ruso-ucraniana que comenzó tras los sucesos del Euromaidán en 2014. Se trata del mayor conflicto militar convencional en Europa desde la Segunda Guerra Mundial. La cifra precisa de víctimas se desconoce; se estima que hasta mediados de 2023, había causado la muerte de más de nueve mil civiles y decenas de miles de soldados. Los combates también han generado la mayor crisis de refugiados en el continente desde la Segunda Guerra Mundial: más de 7,3 millones de ucranianos han abandonado el país y más de 7,1 millones se han desplazado internamente. Además, la guerra ha causado daño ambiental significativo y ha puesto en peligro la disponibilidad de alimentos a nivel mundial.
La invasión estuvo precedida por una concentración militar rusa en las fronteras de Ucrania, que dio comienzo a mediados de 2021. Durante este periodo de tensión diplomática, el presidente ruso Vladímir Putin criticó la ampliación de la OTAN posterior a 1997 mientras negaba repetidamente que Rusia tuviera planes de invadir Ucrania. No obstante, el 21 de febrero siguiente, Rusia reconoció a la República Popular de Donetsk y a la República Popular de Lugansk, dos estados autoproclamados en la región de Dombás, al este de Ucrania, y envió tropas a esos territorios. Al día siguiente, el Consejo de la Federación de Rusia autorizó por unanimidad a Putin a utilizar la fuerza militar fuera de las fronteras de Rusia. El 24 de febrero, Putin anunció —en un mensaje televisado— una «operación militar especial» en las provincias de Donetsk y Lugansk; los misiles empezaron a impactar en diversos puntos de Ucrania, mientras las fuerzas terrestres rusas cruzaban la frontera, dando inicio a múltiples ofensivas.
En los frentes sur y sureste, los rusos tomaron Jersón en marzo de 2022 y Mariúpol el mes siguiente, mientras abandonaron la campaña de Ucrania central y lanzaron una renovada batalla del Dombás. Las fuerzas rusas continuaron bombardeando objetivos militares y civiles lejos de la línea del frente, incluida la red de energía durante el invierno. A fines de 2022, Ucrania retomó territorios mediante contraofensivas en el sur y el este. Poco después, Rusia anunció la anexión de cuatro provincias parcialmente ocupadas tras realizar referéndums criticados por la comunidad internacional. En noviembre, Ucrania retomó partes del Óblast de Jersón. En febrero de 2023, Rusia movilizó a cerca de doscientos mil soldados para una nueva ofensiva en el Dombás. En junio de 2023, Ucrania lanzó otra contraofensiva en el sureste que no logró ninguno de sus objetivos, a la par que Rusia sufría una rebelión por parte del grupo mercenario Wagner. En agosto de 2024, Ucrania llevó a cabo una incursión en el óblast ruso de Kursk, aunque las fuerzas rusas y norcoreanas recuperaron el territorio conquistado en cuestión de meses.
La invasión fue condenada por una parte importante de la comunidad internacional. La Asamblea General de las Naciones Unidas aprobó la Resolución ES-11/1 condenando la invasión y exigiendo la retirada total de Rusia. La Corte Internacional de Justicia ordenó a Rusia suspender las operaciones militares tras no encontrar evidencia que respaldase las acusaciones rusas a Ucrania de genocidio en el Dombás, y el Consejo de Europa expulsó al país. Numerosos gobiernos occidentales, entre los que destacan la Unión Europea y los Estados Unidos, impusieron sanciones a Rusia y su aliado Bielorrusia, y proporcionaron ayuda humanitaria, económica y militar a Ucrania. Más de mil empresas abandonaron Rusia y Bielorrusia en respuesta a la invasión. La Corte Penal Internacional (CPI) abrió una investigación sobre posibles crímenes contra la humanidad, crímenes de guerra, secuestro de niños y genocidio, emitiendo una orden de arresto contra Putin en marzo de 2023.